# جورج هولمز هويسون
جورج هولمز هويسون (بالإنجليزية: George Holmes Howison)‏ (29 نوفمبر 1834 - 31 ديسمبر 1916) كان فيلسوفًا أمريكيًا أسس قسم الفلسفة في جامعة كاليفورنيا في بركلي، وشغل منصب ميلز بروفيسور الفلسفة الفكرية والأخلاقية والحكم المدني. أسس أيضًا الاتحاد الفلسفي الذي كان أقدم مؤسسة فلسفية في الولايات المتحدة.
فلسفة هويسون موضوعة بالكامل تقريبًا في مجلده حدود التطور، ومقالات أخرى، توضيح النظرية الميتافيزيقية للمثالية الشخصية (الأول:1901، الثاني: 1905). لم يثبت هويسون في تفحصه فكرة التطور التي برزت إلى الواجهة، أن الشخص لا يمكن أن يكون تطورًا «ناتجًا من الخلق المستمر» فحسب، بل تابع مبينًا أن الفلسفة المتحققة المتجذرة في السبب القبلي نفسه، تنتهي بالضرورة إلى «رؤية مبهجة» بشكل وثيق الصلة، «لذلك سميّت الدائرة الكونية للأرواح منذ زمن الرواقيين بمدينة الله».
أسس أصدقائه وطلابه السابقون في عام 1919 «محاضرات هويسون في الفلسفة». بمرور السنين تضمنت سلسلة المحاضرات نقاشات فلاسفة متميزين مثل ميشيل فوكو ونعوم تشومسكي.

## حياته
وُلد جورج هولمز هويسون في 29 نوفمبر عام 1834 في مقاطعة مونتغمري، ماريلاند، وتوفي في بركلي، كاليفورنيا في 31 ديسمبر عام 1916. كان والداه روبرت هويسون من فرجينيا، وإليزا هولمز هويسون من ماريلاند. كانت العائلتان الجنوبيتان المشيخانية وملاك العبيد من العوائل القديمة المعروفة. سيرة هويسن الانتقائية هي أساس ولعه بالتعددية في ما بعد. كان هويسون المؤسس الرئيسي للتعددية الفلسفية في أمريكا، إذ كانت مساهمته هي الأهم في الفلسفة. على الرغم من أنه كان معروفًا خلال حياته، انتشرت أفكاره وصولًا إلى الحاضر من خلال تأثيرها على فلاسفة بارزين استمرت أسماؤهم بجذب الانتباه، منهم جوزايا رويس، ووليام جيمس، وبوردن باركر بوين. كان هويسون حسب أقوال أولئك الذين عرفوه فيلسوفًا مقنعًا جدًا.
عندما كان هويسون في الرابعة من عمره، حرر والداه عبيدهم وانتقلوا إلى ماريتا، أوهايو، من أجل حياة التعليم والثقافة الموجودة فيها. خلقت الطوائف المسيحية المتنوعة هناك إجماعًا مسكونيًا أدى إلى مجتمع تعاوني يعمل فيه البروتستانت والكاثوليك معًا. هذه التعددية الدينية، كانت نادرة إلى حدّ بعيد في شمال أمريكا في القرن التاسع عشر. حضر هويسون في أكاديمية ماريتا، ثم أكاديمية هارمر، حيث تلقى تعليمًا كلاسيكيًا يتضمن اللغات القديمة. دخل كلية ماريتا في سن الرابعة عشر ودرس اللغة الألمانية فيها. درس الفلسفة في سنة تخرجه. بعد تخرجه، سعى في سلك الكهنوت المسيحي، فتخرج في معهد لان، سينسيناتي، حيث أُجيز ليكون مبشّرًا. لم يستمر هويسن في الكنيسة وعمل مدرسًا ومديرًا في بعض مدن أوهايو. في عام 1862 انتقل إلى سالم، ماساتشوستس، وعيِّن مديرًا في مدرسة هناك. التقى لويس كازويل وتزوجها، هي مدرّسة لمادة اللغة الانجليزية، وكانت على صلة مع عدة عوائل أكاديمية بارزة مرتبطة بجامعة ييل وجامعة براون. أكمل هويسون تعليمه خصوصًا في مادة الرياضيات.
بعد انتقاله إلى مدارس أفضل وتكوين سمعة لنفسه بصفته معلمًا، قُدِم له في عام 1864 (في الثلاثين من عمره) منصب بروفيسور في جامعة واشنطن، سانت لويس. خلال السنوات اللاحقة، درّس هويسون في كل فروع الرياضيات، من ضمنها الحقول التطبيقية مثل الميكانيك والفلك، ودرّس في الاقتصاد السياسي واللغة اللاتينية. كتب هويسون بحثًا في الهندسة التحليلية (1869)، وتمهيدًا في علم الجبر (1870). في سانت لويس، اتصل هويسون مع فرع من الجمعية الفلسفية في سانت لويس يسمى «نادي كانت»، حيث التقى مع وليام توري هاريس. قرأ مع هذه المجموعة كتاب «فينومينولوجيا الروح» لهيغل. غيرت علاقة هويسون مع هاريس والهيغليين السانت لويزيين اهتماماته إلى الفلسفة. خلال هذه الفترة بدأ إصدار صحيفة هاريس «مجلة الفلسفة الفكرية» ونشر هويسون في واحد من الأعداد الأولى للمجلة ورقة مهمة حول العلاقات بين فروع الرياضيات. استضاف «نادي كانت» كلًّا من رالف والدو أميرسون، وأموس برنسون إلكوت. لم تقدم جامعة واشنطن فرصة لهويسون بغية متابعة الفلسفة؛ لذلك عاد إلى إنجلترا الجديدة ليصبح مديرًا في المدرسة الثانوية الإنجليزية في بوسطن. انتقل هويسون في عام 1872 إلى المعهد الجديد للتكنولوجيا في ماساتشوستس بوصفه أستاذًا في المنطق وفلسفة العلم حتى عام 1878، حيث أجبرت مصاعب مالية معهد ماساتشوستس التكنولوجي على إلغاء منصبه.
بدأ يكتب في الفلسفة خلال هذه السنوات. شغل مناصب تعليمية متنوعة، وحاضر من أجل المال منذ عام 1978 وحتى عام 1882، درّس ضمنها فصولًا في مدرسة هارفارد اللاهوتية ومدرسة كونراد للفلسفة، وأصبح أكثر اطلاعًا على أميرسون وإلكوت.
كان يحضر أيضًا كل أسبوعين خلال هذه السنوات الاجتماعات الفلسفية العامة في شارع غرف المعبد لتوماس دايفيدسون، مع مجموعة صغيرة من ضمنها وليام جيمس وبوين. هنا بدأت التعددية الفلسفية والشخصانية الأمريكية. كانت هذه الدراسات متمفصلة بصور مختلفة، ودافع عنها جيمس، وبوين، ودايفيدسون، وهويسن، لكن القواسم المشتركة بينهم كانت كثيرة.
في بداية عام 1880، سافر هويسون ودرس في أوروبا. في عام 1881، سجل في جامعة برلين، إذ كان يدرس فلسفة إيمانويل كانت برفقة جول ميشليه، ما خفف حماس هويسون تجاه هيغل وزرع ميلًا للتفكير الكانتيّ في ذهنه استمر لبقية حياته. عاد هويسون إلى الولايات المتحدة في عام 1882 يحذوه الأمل في التدريس في هارفرد عندما كان جيمس في إجازة، لكن رويس كان شابًا واعدًا، لذلك تم تفضيله على هويسون. أمضى هويسون عامًا في التدريس الخاص، وعلى الرغم من أنه لم يُرد ترك بوسطن، وافق على منصب في جامعة ميشيغان، والتي اتضح لاحقًا أنها لم ترق له. في هذه الأثناء قررت جامعة كاليفورنيا البدء ببرنامج فلسفي وعينت هويسون لهذا الغرض، كان في الخمسين من عمره ذا صوت بارز في الأكاديمية، بوصفه استاذًا بمنصب ميلز للفلسفة العقلية والأخلاقية ونظام الحكم المدني. إن خبرة هويسون الإدارية الواسعة بالإضافة إلى علاقاته مع الأضواء الفكرية الشرقية والغربية-الوسطى، أدت إلى نجاح كبير. كان هويسون معلمًا ملهمًا؛ لذلك جذب هذا البرنامج الطلاب بسهولة. أصبح اتحاد هويسون الفلسفي مكانًا بارزًا للمحاضرات العامة والمناقشات، إذ استضاف متحدثين مثل جيمس، ورويس، وجون ديوي.
أصبح هويسون متحدثًا مشهورًا وجدليًا، والسلف الأعلى لمدرسة كاليفورينا الشخصانية الأمريكية. وضعته محاضراته حول طبيعة الإله موضع الخلاف مع المجتمع اللاهوتي، لكن قدرته الحادة في الدفاع عن أفكاره في وجه كل التحديات، وإحسانه الشخصي، وتميزه الاخلاقي، أبقاه بعيدًا عن الاعتداءات الشخصية. على الرغم من عدم توافق هويسون مع الميتافيزيقيين التاريخيين والمعاصرين، استمر في تدريس المسيحية. فهم هويسون أن دعمه لموقف «يسوع» لم يكن مقبولًا من قِبل أقرانه المسيحيين كما كان يأمل، لكنه كان يؤكد أن نظريته في «المثالية الشخصية» تتماشى مع تعاليم يسوع، خاصة كما هي معروضة في «الإصحاح الرابع» ليوحنّا. قال هويسون: «أشعر بأعظم تأكيد أن تفسيري الجديد لاسم الله، هو التحقق والوفاء الحقيقي بأرقى وأعمق بصيرة في الحياة الدينية التاريخية».
بينما كان هويسون مشهورًا ومحترمًا بصورة كبيرة في الفرع المهني الفلسفي الجديد، لم ينشر بشكل مطرد. ينسب معظم الذين كتبوا عن هويسون امتناعه عن النشر إلى نزعته الكمالية في اللغة والكتابة. كان صارمًا كما هو واضح من مراجعته لأحد قواميس المرادفات الإنجليزية (1892) واسع الانتشار.

## الفلسفة
كان هويسون واعيًا بصورة جيدة لما يجب أن يقدمه تاريخ الفلسفة. في الواقع صنّف هويسون الإسهامات الفلسفية إلى أربعة مجاميع، مسلطًا الضوء على نوع الخطأ الذي وقعت فيه كل منها. تفشل أفضل الإسهامات بالرجوع إلى السببية الفعالة، اذ يلاحظ هويسون أن الكفاح ضدها مثل محاربة الحضارة المنظمة نفسها.
يمكن الإمساك بنواة فلسفة هويسون من خلال أربعة نقاط: «حدود التطور»، و«الشخصانية»، و«التعددية» و«المثالية».

### حدود التطور
تضع النقطة الأولى حدًا أساسيًا لفكرة التطور. لا يمكن للتجربة أن تكون السبب الكافي للقدرة على الاختبار. إذ تتضمن الخبرة مجموعة من المعارف مهما كانت بسيطة، ولا يمكن أن توجد دون الرجوع إلى مبدأ قبليّ منظم. إن التمييز بين ما يُقدّم للحواس (الخارجية و/ أو الداخلية) هو الظاهرة، وهي الشرط المسبق للفهم، والفكرة العقلية تشيد تعقيدًا في بحث الفيلسوف. إلى الشاهد (صفحة 8-17):
يقترح [كانت] أن التجربة قد لا تكون بسيطة على الإطلاق، بل معقدة دائمًا، لأن إمكانية التجربة التي تبدو الأساس المطلق للمعرفة بالنسبة للتجريبي، يُحتمل أن تكون معتمدة على وجود مبدأ فيها لا بدّ من القبول به بوصفه مبدأً قبليًا.

### الشخصانية
تؤسس هذه النقطة الثانية طبيعة ونطاق المعقول. نواة المعقول هي الحقيقة المطلقة، مع عدم إمكانية أنها غير صحيحة. على سبيل المثال: باي  هو بالضرورة رقم أصم. يقدم هويسون حججًا لا تتعلق فقط باسمية الزمان-و-المكان، بل، وهذا هو الأهم، يشمل «الحقيقة، والجمال، والخير؛ بمعنى الحب العطوف». تُبيّن النقطة الثانية أن طبيعة المعقول، والأبدي، والعقل، والرباط المستمر، هي شخص من دون شك، وترسي الشخصانية بحزم في بحث الفيلسوف.

## روابط خارجية
- جورج هولمز هويسون على موقع الموسوعة البريطانية (الإنجليزية)